# Distretto di Shanao
Il distretto di Shanao è uno degli undici distretti  della provincia di Lamas, in Perù. Si trova nella regione di San Martín e si estende su una superficie di 24,59 chilometri quadrati.

Istituito il 12 febbraio 1952, ha per capitale la città di Shanao; al censimento 2005 contava 2.088 abitanti.